# 湖南街道
湖南街道，是中华人民共和国辽宁省鞍山市铁东区下辖的一个乡镇级行政单位。2019年12月，撤销常青街道，下辖的5个社区成建制划入湖南街道。

## 行政区划
湖南街道下辖以下地区：
常兴社区、翠园社区、湖南街社区、东塔社区、石河社区、邮电社区、热力社区和嘉伦社区。